# Malazie
Der Begriff Malazie (auch Malacie und lateinisch Malacia), von altgriechisch μαλακία malakía, deutsch ‚Weichlichkeit, Krankheit‘, bezeichnet in der Medizin eine abnormale, krankhafte Erweichung oder Auflösung von Gewebe.
Zusammen mit dem Fachbegriff für das betroffene Organ oder Gewebe ergibt sich die Krankheitsbezeichnung:
- Bronchomalazie
- Chondromalacia patellae
- Enzephalomalazie
- Keratomalazie, Erweichung und Trübung der Hornhaut
- Laryngomalazie
- Myelomalazie
- Osteomalazie
- Tracheomalazie